# Leiodes picea
Leiodes picea är en skalbaggsart som först beskrevs av Georg Wolfgang Franz Panzer 1797.  Leiodes picea ingår i släktet Liodes, och familjen mycelbaggar. Arten är reproducerande i Sverige.